# Auce kommun

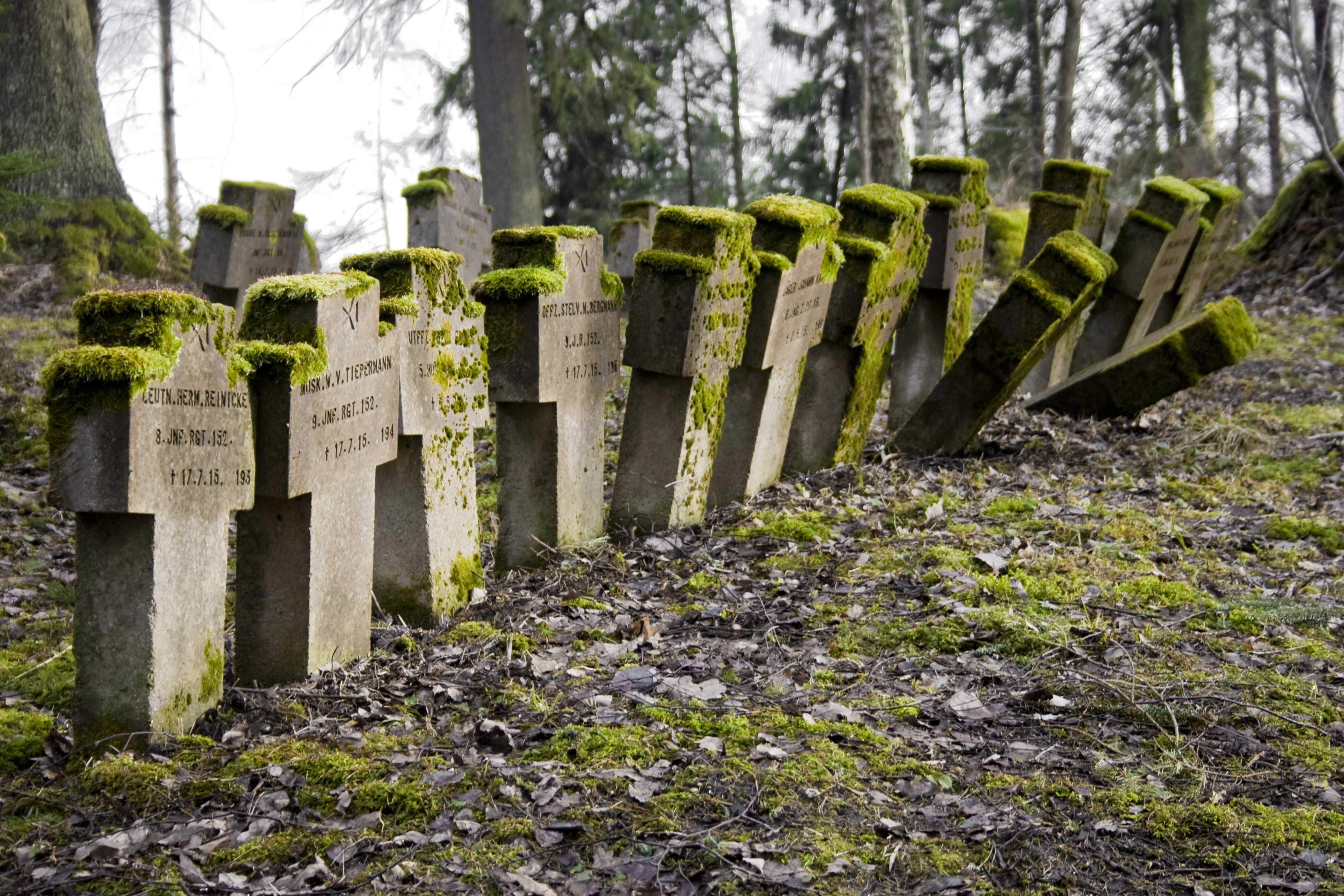
Grav från första världskriget i Auce.

Auce kommun (lettiska: Auces novads) var en kommun i Lettland. Den låg i den västra delen av landet, 90 km sydväst om huvudstaden Riga. Antalet invånare var 8 772. Arean var 518 kvadratkilometer. Auce kommun gränsade till Saldus kommun i väster, Brocēni kommun i nordväst, Dobele kommun i norr, Tērvete kommun i öster samt Litauen i söder. Kommunens centralort var Auce.
2021 slogs kommunen samman med Dobele kommun.

## Geografi

### Sjöar
- Iņķu Ezeriņi
- Krūtaiņu Ezers
- Lielauces Ezers
- Mellezers
- Priedite
- Sesavas Ezers
- Spārņa Ezers

### Kullar
- Stūraišu Kalns